# Until the End of Time (sang af Tupac Shakur)
"Until the End of Time" er en posthum single fra 2001, fra 2Pac's album af samme navn. Sangen var en stor succes fra udgivelsen, og endte med 3x Platin. Sangen er featuring R.L. fra R&B-gruppen Next. En alternativ version af sangen er med Mr. Mister's som forsanger, og bassisten Richard Page som vokalist. Musikvideoen til sangen indeholder en samling af uudgivne optagelser af Shakur. Sangen toppede som nr. 52 på Billboard Hot 100. Sangens beat kommer fra Mr. Mister's populære sang "Broken Wings", fra 1985.

## Trackliste
1. "Until the End of Time"  — 4:26
2. "Thug N U, Thug N Me" (remix) — 4:11
3. Baby Don’t Cry (Keep Ya Head Up II) — 4:22
4. "Until the End of Time" – CD-ROM video

## Hitlister
| Hitliste (2001)                                  | Højeste placering |
| ------------------------------------------------ | ----------------- |
| Australien (ARIA)                                | 34                |
| Østrig (Ö3 Austria Top 40)                       | 64                |
| Belgien (Ultratop 50 Flanderen)                  | 3                 |
| Belgien (Ultratop 50 Vallonien)                  | 6                 |
| Tyskland (Official German Charts)                | 33                |
| Holland (Single Top 100)                         | 11                |
| Frankrig (SNEP)                                  | 39                |
| Sverige (Sverigetopplistan)                      | 53                |
| Schweiz (Schweizer Hitparade)                    | 24                |
| Storbritannien Singles (Official Charts Company) | 4                 |
| USA Billboard Hot 100                            | 52                |
| USA Hot R&B/Hip-Hop Songs (Billboard)            | 21                |